# Maintirano
Maintirano   este un oraș  în  partea de vest a Madagascarului. Este reședința regiunii Melaky. Port la Oceanul Indian.